# Рот, Анталь
Анта́ль Ро́т (венг. Róth Antal; род. 14 сентября 1960, Комло, Баранья) — венгерский футболист и футбольный тренер, играл на позиции защитника. Участник чемпионата мира 1986 года.

## Биография

### Клубная карьера
Рот был воспитанником клуба «Печ», за который дебютировал в чемпионате Венгрии 16 июня 1979 года в матче против «Гонведа». В составе клуба «Печ» он отыграл следующие семь сезонов, сыграв в чемпионате за эту команду 181 матч и забил 23 мяча. Рот в 1984 и 1986 годах дважды признавался футболистом года в Венгрии.
В 1986 году Рот перешёл в голландский «Фейеноорд», в котором отыграл четыре сезона и завершил карьеру игрока.

### Карьера в сборной
В составе сборной Венгрии принимал участие на чемпионате мира 1986 года, где сыграл три матча на групповом этапе. Всего за сборную Венгрии сыграл 26 матчей, в которых забил 1 гол.

### Тренерская карьера
Работал главным тренером клубов «Печ» (1993—1994, 2001—2002, 2008—2009), «Шопрон» (1998—2000), молодёжной сборной Венгрии (2002—2008, 2010—2014) и «Халадаш» (2009—2010).

## Достижения

### Личные
- Футболист года в Венгрии (2) : 1984, 1986